# Linh dương nhảy
Linh dương nhảy (danh pháp hai phần: Antidorcas marsupialis) là một loài động vật có vú trong họ Bovidae, bộ Artiodactyla. Loài này được Zimmermann mô tả năm 1780. Loài này sinh sống ở
Tây Nam châu Phi. Linh dương nhảy có tốc độ rất nhanh, có thể đạt tốc độ chạy 88 km/h và có thể nhảy xa 4 m.

## Hình ảnh

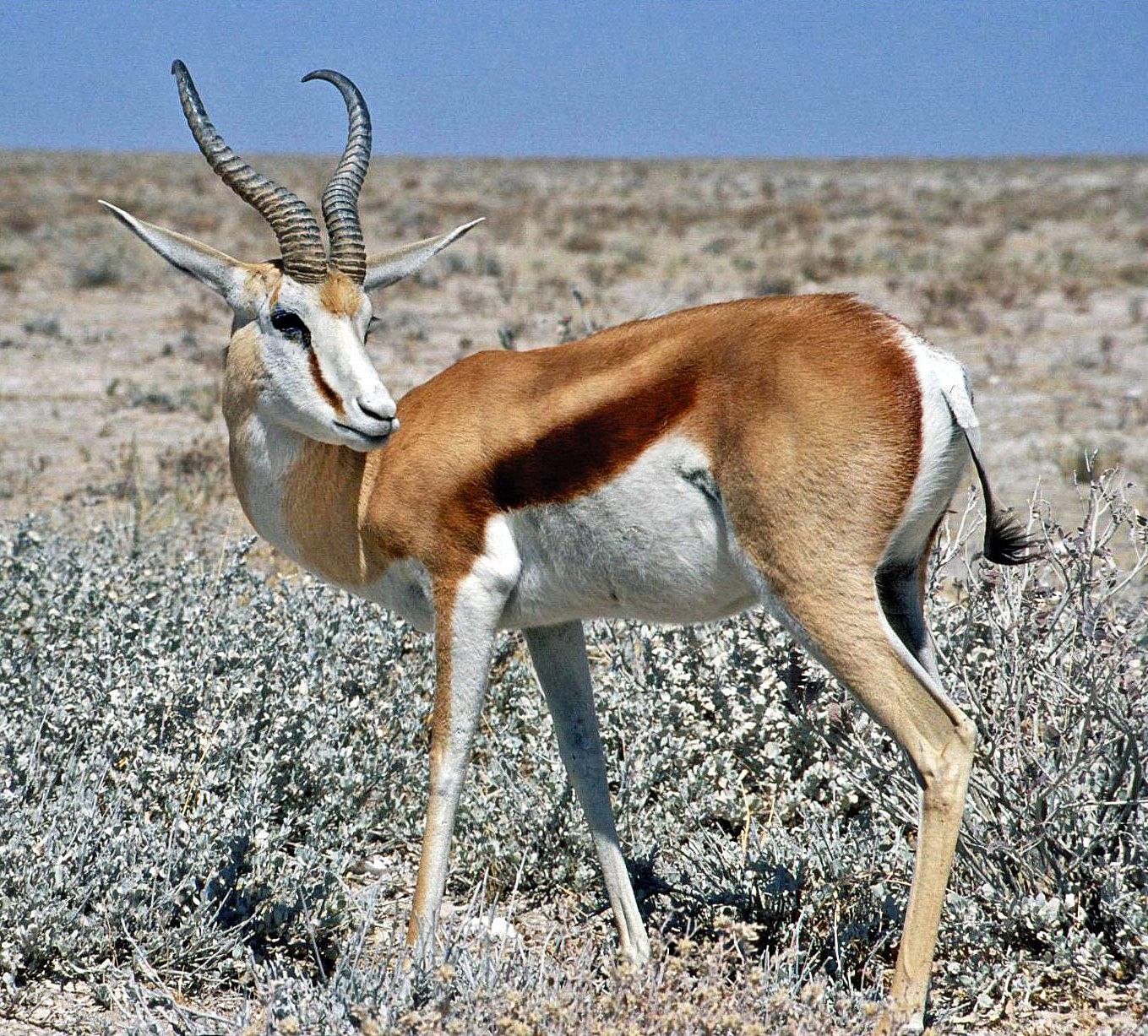
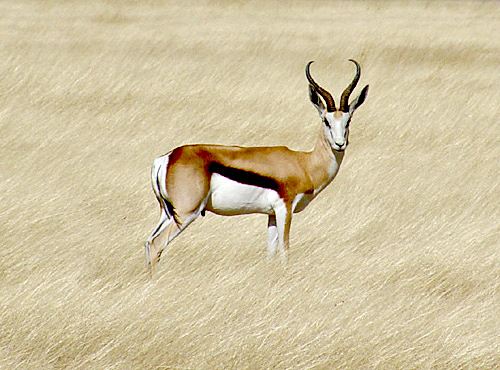
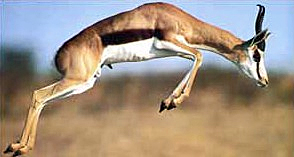
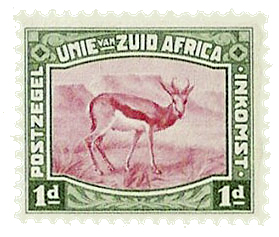
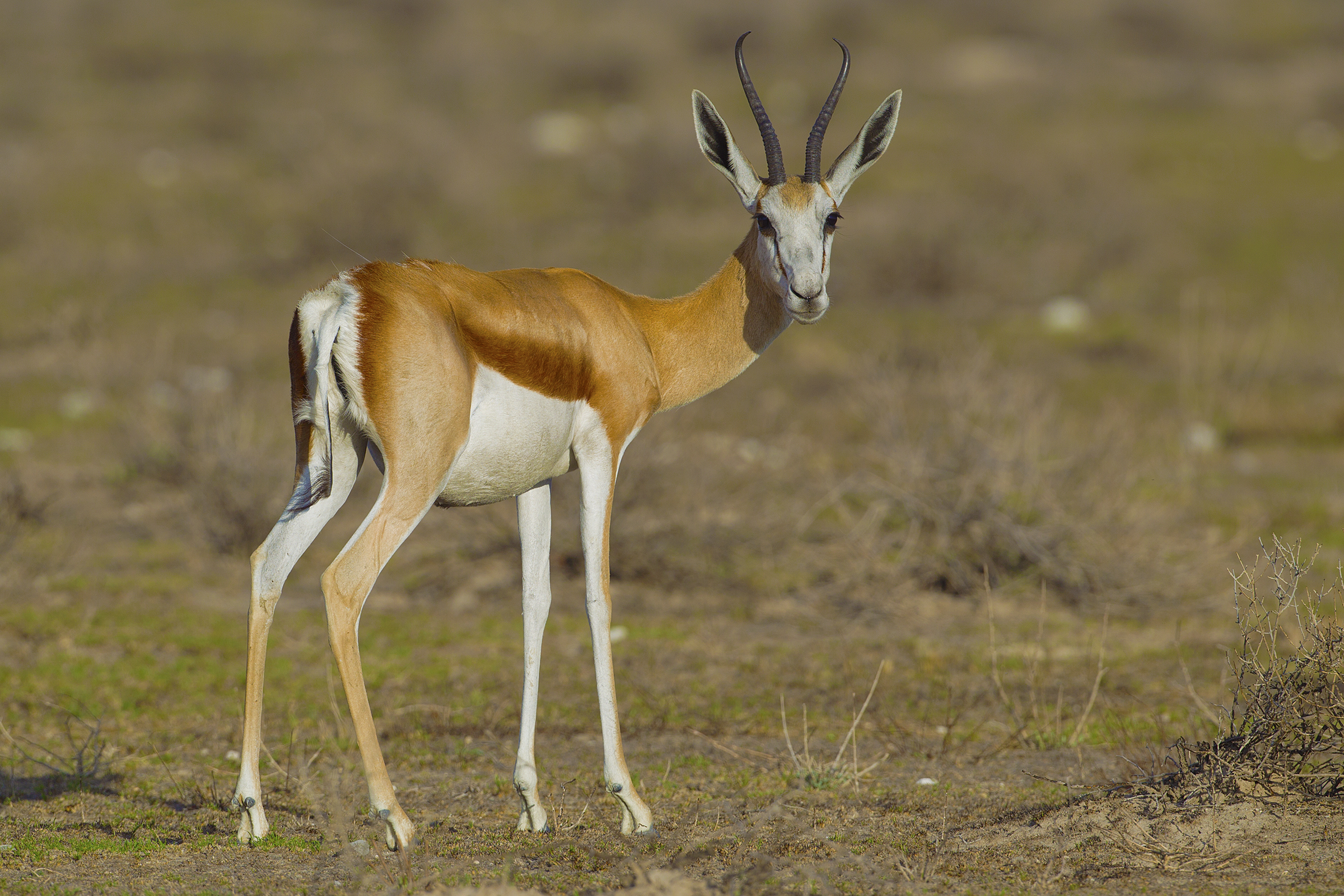